# Sergei Nikiforow
Sergei Nikiforow (russisch Сергей Никифоров, wiss. Transliteration Sergej Nikiforov; * 15. Mai 1966 in Krasnogorsk, Sowjetunion) ist ein ehemaliger sowjetischer Nordischer Kombinierer. Er nahm an den Olympischen Winterspielen 1988 teil.

## Werdegang
Nikiforow gewann bei den Nordischen Junioren-Skiweltmeisterschaften 1985 in Täsch sowohl im Einzel als auch in der Staffel mit Allar Levandi und Sergei Sawjalow Gold. Eine Woche später debütierte er am 23. Februar in Leningrad im Weltcup und belegte dabei den elften Platz. Bei den Nordischen Junioren-Skiweltmeisterschaften 1986 in Lake Placid gewann Nikiforow gemeinsam mit Wassili Sawin und Andrei Dundukow die Silbermedaille in der Staffel.
Im Dezember 1986 erreichte Nikiforow als Vierzehnter in Canmore erneut die Weltcup-Punkteränge. Bei den sowjetischen Meisterschaften 1987 in Juschno-Sachalinsk gewann Nikiforow mit der Staffel Silber. Bei den Olympischen Winterspielen 1988 in Calgary lief er auf den 14. Platz. Zum Saisonabschluss wurde er Fünfter in Falun, sein bestes Karriereresultat im Weltcup.

## Statistik

### Weltcup-Platzierungen
| Saison  | Platz | Punkte |
| ------- | ----- | ------ |
| 1984/85 | 34.   | 06     |
| 1986/87 | 40.   | 02     |
| 1987/88 | 23.   | 13     |